# Meliteus
Meliteus (altgriechisch Μελιτεύς Meliteús) ist in der griechischen Mythologie der sagenhafte Gründer der Stadt Melitaia.
Meliteus ist ein Sohn des Zeus und der Nymphe Othreis, die ihr Kind aus Furcht vor Hera, der eifersüchtigen Gattin des Zeus, in der Wildnis aussetzte. Doch der Knabe starb nicht, sondern Zeus bewirkte, dass er von Bienen genährt wurde. Als Phagros, Sohn des Apollon, und seine Mutter ihn schließlich in der Wildnis finden, staunen sie, wie wohl genährt der Knabe ist. Deshalb, und wegen eines Orakels seines Vaters Apollon, dem zufolge er einst einen von Bienen genährten Knaben retten soll, nimmt Phagros das Kind auf und nennt es Meliteus (von μέλι méli, deutsch ‚Honig‘).
Zum Mann gereift, gründete Meliteus die Stadt Melitaia in der Landschaft Phthiotis im südlichen Thessalien.